# Policlinico (estación)
Policlínico es una estación de la línea B del Metro de Roma. Se encuentra en Piazza Sassari, junto a las Viale Regina Margherita y Viale Regina Elena.
Es utilizada con mucha frecuencia por universitarios, debido a su proximidad con la ciudad universitaria de la Universidad de Roma La Sapienza. En su entorno, además, se encuentra el Policlínico Humberto I, que le da su nombre a la estación; y el Hospital Dental George Eastman.